# Ciclone Filao
O ciclone tropical Filao foi um ciclone tropical moderadamente intenso que causou inundações generalizadas em Moçambique em 1988. Primeiro classificado como uma depressão tropical ao norte de Madagáscar, o sistema moveu-se para sudoeste, cruzando a parte norte da nação antes de entrar no Canal de Moçambique em 27 de fevereiro, onde começou a se aprofundar. Mais tarde naquele dia, a depressão foi elevada para uma tempestade tropical moderada. Dois dias depois, Filao atingiu a intensidade de tempestade tropical forte quando começou a estagnar. Em 1 de de março, a tempestade atingiu a intensidade de um ciclone antes de virar para oeste. Mais tarde naquele dia, Filao atingiu o pico de intensidade, com ventos de 135 km/h (84 mph) e uma pressão barométrica mínima de 954 mbar (28.2 inHg). Em 24 horas, no entanto, o sistema mudou-se para a costa perto de Quelimane no centro de Moçambique, e várias horas depois, Filao dissipou-se para o interior.

## História meteorológica
Em 23 de fevereiro, a agência da Météo-France na ilha de Reunião (MFR) começou a rastrear uma depressão tropical no nordeste de Madagáscar. Nessa época, a depressão desenvolveu uma circulação fechada, que recebeu uma avaliação de T1.5 na Escala de Dvorak, uma ferramenta usada para estimar a intensidade de um sistema. Pouco tempo depois, o Joint Typhoon Warning Center (JTWC) primeiro classificou o sistema, designando-o como 14S. Após um ligeiro aumento na organização, a depressão mudou-se para sudoeste e cruzou rapidamente a ponta norte de Madagáscar. Depois de enfraquecer sobre a terra, a depressão reentrou no canal de Moçambique perto de Analalava em 25 de fevereiro. Com base em uma classificação Dvorak 3.0, o MFR atualizou a tempestade em tempestade tropical moderada em 27 de fevereiro; o JTWC seguiria o exemplo mais tarde naquele dia.
Depois de atingir o meridiano 40 E, Filao virou para sul, o que enfraqueceu uma crista. A crista perto do sistema começou a se fortalecer novamente, fazendo com que Filao se movesse erraticamente, primeiro para oeste e depois para noroeste. A nova posição do cume proporcionou condições altamente favoráveis no alto, resultando em um período de rápido aprofundamento. Em fevereiro de 29, o MFR transformou a tempestade em uma tempestade tropical severa, enquanto o JTWC estimou que Filao atingiu a força de um furacão. No início de 1 de março, dados de MFR indicaram que Filao atingiu o seu pico de intensidade de 137 km/h (85 mph) e sua pressão mínima de 954 mbar (28.2 inHg), de acordo com T4.5 e T5.0 da Técnica Dvorak. Posteriormente, o JTWC informou que o ciclone Filao atingiu ventos equivalentes à categoria 2 de intensidade na escala de vento do furacão Saffir-Simpson, com ventos de 155 km/h (96 mph). Apesar de uma diminuição nas estimativas de intensidade de satélite, Filao manteve essa intensidade até às 18:00 UTC, quando a tempestade atingiu a costa perto de Quelimane em Moçambique. O ciclone Filao enfraqueceu rapidamente na terra; ambas as agências sugerem que a tempestade se dissipou em 2 de março sobre o Vale do Zambeze e embutida na Zona de Convergência Intertropical (ITCZ).

## Preparações e impacto
Devido à natureza fraca da tempestade durante a travessia de Madagáscar, os danos foram mínimos. Depois de cruzar a Ilha de Juan de Nova como uma depressão tropical em 27 de fevereiro, ventos de 54 km/h (34 mph) e rajadas de 87 km/h (54 mph) foram relatados, juntamente com uma pressão barométrica mínima de 1,002.3 mbar (29.60 inHg) às 02:50 UTC.
Embora o ciclone tenha afetado uma região escassamente povoada de Moçambique, Filao trouxe fortes chuvas. Totais de pico de tempestade incluíram 103.9 mm (4.09 in) em Quelimane e 51.5 mm (2.03 in) na Beira, ambos muito superiores à média de março. Ventos de 76 km/h (47 mph) e rajadas de 108 km/h (67 mph) foram medidos.  Além disso, uma pressão mínima de 993.9 mbar (29.35 inHg) foi relatado em Quelimane às 23:00 UTC em 1 de março.
A província da Zambézia, onde Quelimane está localizada, sofreu os piores danos do ciclone.  Ao longo de Quelimane, 57 fatalidades foram relatadas e 800 casas foram danificadas.  Onze pessoas ficaram feridas, 7.375 pessoas ficaram desabrigadas, 2.240 edifícios foram danificados, dos quais 359 foram completamente destruídos. Em toda a cidade, a energia elétrica foi cortada e o serviço telefônico foi cortado.
Na província de Inhassunge, 400 ha (990 acres) de arroz foram perdidos e milhares de coqueiros foram derrubados pela tempestade. Em todo o distrito, algumas escolas foram danificadas, enquanto 800 casas foram destruídas.
Na província de Sofala, 14,395 ha (35,570 acres) de colheita foram destruídos, 28 174 pessoas ficaram desabrigadas e 1.389 edifícios foram destruídos. Em outros lugares, muitos rios ao longo da parte sul e central da nação foram inundados; consequentemente; 5,500 ha (14,000 acres) de plantações foram destruídos. O Rio Púnguè sofreu as suas piores cheias na década de 1980, mas as piores cheias ocorreram ao longo do Rio Limpopo.  Perto do Rio Púnguè, uma estrada que ligava Moçambique ao Zimbabué foi destruída. Muitas casas e campos próximos foram destruídos, forçando várias famílias a buscar abrigo.  Em toda a nação de Moçambique, grandes porções das safras de milho, batata, tomate, pepino e abóbora foram arrastadas devido às inundações.
No geral, a tempestade causou danos consideráveis à nação;  também foi a primeira tempestade a afetar o país desde a tempestade tropical Domoina em 1984. Os danos totalizaram $ 10 milhões (1988 USD ). Os danos materiais sozinhos totalizaram $ 1,5 milhões,  pouco menos de $ 1 milhões dos quais vieram de edifícios.  Além disso, as perdas seguradas com a tempestade totalizaram US$ 1 milhão. Embora inicialmente se acreditasse que o número de mortos era de 57;  até 14 de março, esse número aumentou para o número final de 100 mortos depois que informações adicionais foram recebidas de áreas remotas do país. Cerca de 90.000 pessoas foram afetadas diretamente pelo sistema.